# Glicina/sarcosina N-metiltransferasi
La glicina/sarcosina N-metiltransferasi è un enzima appartenente alla classe delle transferasi, che catalizza la seguente reazione:
S-adenosil-L-metionina + glicina ⇄ S-adenosil-L-omocisteina + sarcosina
S-adenosil-L-metionina + sarcosina ⇄ S-adenosil-L-omocisteina + N,N-dimetilglicina
Le cellule del cianobatterio Aphanocthece halophytica sintetizzano betaina dalla glicina mediante un processo di metilazione a tre fasi. Questo enzima catalizza il primo passaggio, che porta alla formazione di sarcosina o N,N-dimetilglicina, che è poi ulteriormente metilata per produrre betaina (N,N,N-trimetilglicina) mediante l'azione della sarcosina/dimetilglicina N-metiltransferasi (numero EC 2.1.1.157). 
L'enzima si differenzia dalla glicina N-metiltransferasi (numero EC 2.1.1.20) poiché è in grado di metilare ulteriormente il prodotto della prima reazione. Acetato, dimetilglicina e S-adenosil-L-omocisteina possono inibire la reazione.